# Prorostlík okrouhlolistý
Prorostlík okrouhlolistý (Bupleurum rotundifolium) je z evropské přírody rychle mizející druh nenápadné, planě rostoucí rostliny, která se z plevelné rostliny stala v mnoha zemích kriticky ohroženou nebo dokonce vyhynulou.

## Rozšíření
Rostlina je původem ze Zakavkazska, Malé Asie a přilehlé jihovýchodní Evropy, odkud se rozšířila do střední a západní Evropy. jakož i do severní Afriky. Druhotně byla zavlečena na Dálný východ, do jihovýchodní Asie, Severní Ameriky, Austrálie i na Nový Zéland. Vyrůstá ve floristické zóně submediteránní, mediteránní a jižní temperátní.
Roste na slunných a sušších stanovištích, v  kamenitých, písčitých, hlinitých a jílovitých půdách které jsou dobře zásobeny živinami a mají zásadité podloží. Často se projevuje jako synantropní rostlina, roste na stanovištích přetvořených člověkem, např. na okrajích obilných lánů, vinicích a mezích, bývá součásti ruderálních společenstev. Vyskytuje se v nížinách i pahorkatinách, v termofytiku i mezofytiku. Je považována za součást vegetace svazu Caucalion lappulae.

## Ohrožení
V minulosti rostl prorostlík okrouhlolistý v České republice na teplejších stanovištích jako plevel poměrně často, v současnosti se objevuje jen velmi zřídka a to pouze na několika lokalitách v severozápadních Čechách a na jižní Moravě. Je proto prohlášen vyhláškou Ministerstva životního prostředí č. 395/1992 Sb. i "Černým a červeným seznamem cévnatých rostlin ČR v roce 2000" za kriticky ohrožený druh.

## Popis
Nasivělá, jednoletá bylina vysoká od 10 do 60 cm s přímou lodyhou vyrůstající z tenkého kořene. Lodyha je jemně rýhovaná, lesklá, bělavá nebo lehce načervenalá, nahoře rozvětvená. Má dva typy listů, spodní jsou s řapíky a jejich čepele jsou podlouhlé až 7 cm a široké 3 cm, v období kvetení již zasychají. Střední a horní přisedlé listy svou bázi lodyhu zcela objímají, jsou vejčité až okrouhlé, vytvářejí mělké misky v nichž se zdržuje vody a stéká po lodyze ke kořeni.
Květy na krátkých stopkách jsou drobné, oboupohlavné a sdružené do okolíčků, čtyři až osm okolíčků tvoří okolíky. Okolíky jsou bez podpůrných listenů, zato okolíčky mají 3 až 5 nápadných žlutých, vejčitých listenů delších než jsou samotné okolíčky. Po odkvetení se listeny sklání nad květ a chrání rostoucí plody. Pětičetné, protandrické květy mají zakrslý, nezřetelný kalich a okrouhlé, žlutozelené korunní lístky s dovnitř ohnutým okrajem, které jsou dlouhé asi 0,8 mm. V květu jsou žlázky s nektarem. Rozkvétají v květnu až červenci, opyluje je hmyz.
Plody jsou elipsovité až vejcovité, černohnědé dvounažky. Jsou podlouhlé, nitkovitě žebernaté. Semena jsou dlouhá 3,4 mm a široká 1,2 mm, jedno váží 3,6 mg. Prorostlík okrouhlolistý se rozmnožuje výhradně semeny, která klíčí poměrně pozdě na jaře, kdy je již půda dostatečně prohřátá. Celkem dobře snáší posekání před dobou kvetení, snadno obroste novými kvetoucími větvemi.